# Malsta församling
Malsta församling var en församling i Uppsala stift och i Norrtälje kommun i Stockholms län. Församlingen uppgick 2001 i Norrtälje-Malsta församling. 

## Administrativ historik
Församlingen har medeltida ursprung var under medeltiden annexförsamling i pastoratet Frötuna och Malsta. Åtminstone från 1500-talet till 1962 annexförsamling i pastoratet Lohärad och Malsta. Från 1962 till 1974 var församlingen annexförsamling i pastoratet Söderby-Karl, Estuna, Lohärad och Malsta.  Från 1974 till 2001 var församlingen annexförsamling i pastoratet Norrtälje och Malsta. Församlingen uppgick 2001 i Norrtälje-Malsta församling.

## Kyrkor
- Malsta kyrka